# バービー&村上佳菜子の編集長私、イイ女になりたいの。
『バービー&村上佳菜子の編集長私、イイ女になりたいの。』（バービーアンドむらかみかなこのへんしゅうちょうわたしイイおんなになりたいの）は、2018年8月30日 よりフジテレビオンデマンド（FOD）で配信されている配信番組。
『劇団ひとりの編集長お願いします。』の後継番組としてスタート。

## 概要
FODで配信している雑誌の編集者やモデル、雑誌関係者と共にバービーと村上佳菜子がイイ女になるため、女に磨きをかけていく番組。
女性誌からは“女磨き”、男性誌から“男心”を学ぶ。
編集長に雑誌作りをインタビューしていた『劇団ひとりの‐』と異なり、雑誌そのものの紹介はオープニングに留まっている。

## キャスト
MC
バービー（フォーリンラブ）
村上佳菜子
雑誌編集長など
ナレーション
ハジメ（フォーリンラブ）

## スタッフ
| - 構成：永井ふわふわ - カメラ：山田充弘 - 音声：佐藤耕司 - MA：千田庸子 - 音効：田口優太 - ヘアーメイク：野林あい - 技術協力：fmt | - 協力：dentsu - AD：田中智大 - プロデューサー：宝来隆信 - 演出：斉藤崇 - チーフプロデューサー：野村和生 - 制作協力：株式会社KeyProduction - 制作著作：フジテレビ |

## 配信日程
登場雑誌は配信当時の雑誌名、出版社名。
| 話数 | 配信日 （FOD） | サブタイトル                                                                 | 雑誌                                           | 付記                                 |
| ---- | -------------- | ---------------------------------------------------------------------------- | ---------------------------------------------- | ------------------------------------ |
| #1   | 2018年 8月30日 | 『男の隠れ家』編集長とアウトドアの達人から、アウトドアでの男心を学べ！       | 男の隠れ家（三栄書房）                         |                                      |
| #2   | 9月28日        | 『Get Navi』Web編集長が紹介する最新アイテムから男心を学べ！                  | Get Navi（学研プラス）                         |                                      |
| #3   | 10月31日       | 『BiCYCLE CLUB』副編集長と自転車好きな男の気持ちを学べ！                     | BiCYCLE CLUB（エイ出版社）                     |                                      |
| #4   | 11月28日       | 『Oggi』からイイ女になるファッションを学べ！                                 | Oggi（小学館）                                 |                                      |
| #5   | 12月19日       | 船釣りに挑戦！！釣り好き男子の男心を学べ！                                   | つり人（株式会社つり人社）                     |                                      |
| #6   | 12月26日       | 男が喜ぶ、手抜きに見えないチャチャッと時短料理を学べ！！                     | ESSE（扶桑社）                                 |                                      |
| #7   | 2019年 2月27日 | ワインの魅力を学び、イイ女を目指そう！                                       | ワイン王国（ワイン王国）                       |                                      |
| #8   | 3月27日        | バービーvsラテン料理シェフとのスパイス料理対決！！                           | 料理通信（角川春樹事務所）                     |                                      |
| #9   | 4月26日        | 目指せ！夢のテニス合コン！！                                                 | スマッシュ（日本スポーツ企画出版社）           |                                      |
| #10  | 5月29日        | 自衛隊オフィシャルマガジンの人気企画『婚活』の裏事情                         | MAMOR（扶桑社）                                |                                      |
| #11  | 6月26日        | ゴルフ好き男子が好むワンランク上のイイ女を目指す                             | GOLF TODAY（三栄）                             |                                      |
| #12  | 7月31日        | OZmagazine編集長と銀座おさんぽ                                               | OZmagazine（スターツ出版）                     |                                      |
| #13  | 8月28日        | 10代のNo.1マガジン『Seventeen』の超人気モデルに大人のイイ女を伝授？          | Seventeen（集英社）                            |                                      |
| #14  | 9月25日        | 人生初のツーリング！横浜の街を大爆走！                                       | 月刊オートバイ（モーターマガジン社）           |                                      |
| #15  | 10月30日       | 身の毛もよだつオカルトの世界へ！！                                           | 月刊ムー（学研プラス）                         |                                      |
| #16  | 11月27日       | JリーグFC東京選手と運命の出会い！？                                          | サッカーダイジェスト（日本スポーツ企画出版社） |                                      |
| #17  | 12月25日       | 週刊SPA！一押しアイドル、マジカルパン・チラインが催眠術！？                  | 週刊SPA！（扶桑社）                            | ゲスト：マジカルパン・チライン       |
| #18  | 2020年 1月29日 | 新春！日本の伝統文化『江戸切子』作りに挑戦！！                               | Discover Japan（ディスカバー・ジャパン）       |                                      |
| #19  | 2月26日        | イイ女になるためには暮らしから！最新住宅情報が満載！                         | 住まいの設計（扶桑社）                         |                                      |
| #20  | 4月1日         | もはやみんな大好き漫画、アニメを知ってイイ女になろう！・・・？               | 声優アニメディア（学研プラス）                 | ゲスト：天津向、佐々木未来、渡部紗弓 |
| #21  | 4月22日        | ついに表紙オファーが！！                                                     | MAMOR（扶桑社）                                |                                      |
| #22  | 5月27日        | プライベート感まる出しの女子会で恋バナ♪                                      | ビール王国（ワイン王国別冊、ワイン王国）       | ゲスト：紺野ぶるま                   |
| #23  | 6月24日        | 女子1人キャンプ！村上佳菜子涙のドッキリ！？                                  | GO OUT（三栄）                                 |                                      |
| #24  | 7月29日        | 超高級車が続々登場！バービーマイカー購入か！？                               | Motor Magazine（モーターマガジン社）           |                                      |
| #25  | 8月26日        | カメラ女子に挑戦！フォトコンテストに応募して入賞を目指せ！                   | CAPA（ワン・パブリッシング）                   |                                      |
| #26  | 9月30日        | かわいい部屋着でリモート合コン企画！！                                       | mina（夕星社）                                 |                                      |
| #27  | 10月28日       | 目指せ本田翼！？ゲーム実況に挑戦！！ゲーム実況界のカリスマも登場！           | 週刊ファミ通（KADOKAWA Game Linkage）          |                                      |
| #28  | 11月25日       | 男性にうけるお弁当対決！！                                                   | レタスクラブ（KADOKAWA）                       |                                      |
| #29  | 12月30日       | 山で生き様を見せろ！！                                                       | ランドネ（エイ出版社）                         |                                      |
| #30  | 2021年 1月27日 | ビブリオバトル開催！！                                                       | ダ・ヴィンチ（KADOKAWA）                       | ゲスト：コカド（ロッチ）             |
| #31  | 2月24日        | 東京カレンダーおすすめ！知って得する恵比寿で大人の店に潜入！                 | 東京カレンダー                                 | ゲスト：加藤歩（ザブングル）         |
| #32  | 3月31日        | 知っておくと便利！知らないと損！iPhoneの意外と知られていない使い方！！       | 週刊アスキー（角川アスキー総合研究所）         | ゲスト：土屋礼央                     |
| #33  | 4月10日        | バービーのドッキリ結婚報告～イイ女になってまさかの卒業！？                   |                                                |                                      |
| #34  | 4月28日        | なんできた！？西野未姫も参戦！！視聴者に嫌われてる？                         | LDK（晋遊舎）                                  | ゲスト：西野未姫                     |
| #35  | 5月26日        | 世田谷の絶品グルメをただただ食べ歩き！                                       | 世田谷ライフ（エイ出版社）                     |                                      |
| #36  | 6月30日        | ゴタついてる2人はヨガで整えましょう！                                        | Yogini（エイ出版社）                           | ゲスト：コカド（ロッチ）             |
| #37  | 7月            | イイ女は高級車を乗りまわす！                                                 | GENROQ（三栄）                                 | ゲスト：大島麻衣                     |
| #38  | 8月            | 地雷系メイクでリアル地雷女ブチ切れドッキリ！！またもや村上佳菜子大号泣か！？ |                                                |                                      |
| #39  | 9月            | リモート合コン企画第2弾！                                                    | mer（ワン・パブリッシング）                    |                                      |
| #40  | 10月           | 北海道に来ちゃいましたよ！SP 前編                                            | 田舎暮らしの本（宝島社）                       |                                      |
| #41  | 11月           | 北海道に来ちゃいましたよ！SP 完結編                                          | 田舎暮らしの本（宝島社）                       | ゲスト：なんでもせいじ               |
| #42  | 12月           | 冴えないパパを大変身対決！！                                                 | smart（宝島社）                                | ゲスト：チャンカワイ                 |
| #43  | 2022年1月      | 北京オリンピックを10倍楽しめる！村上佳菜子先生によるスケート講座開催！       |                                                |                                      |
| #44  | 2月            | ブーム遅れ気味の高級サウナでととのう！？                                     | 別冊SPA!「ベストサウナ」（扶桑社）             |                                      |
| #45  | 3月            | ついに村上佳菜子の地元・名古屋へ！イイ女卒業で感動のフィナーレを迎える！！   | 東海ウォーカー（KADOKAWA）                     |                                      |